# کامان اچ‌اچ-۴۳ هاسکی
کامان اچ‌اچ-۴۳ هاسکی (به انگلیسی: Kaman HH-43 Huskie) یک بالگرد با پره‌های همگام است که از دهه ۱۹۵۰ تا ۱۹۷۰ توسط نیروی هوایی ایالات متحده آمریکا نیروی دریایی ایالات متحده آمریکا و سپاه تفنگداران دریایی ایالات متحده بکار گرفته می‌شده است. این بالگرد درجه اول به منظور آتش‌نشانی و امدادرسانی هوایی استفاده می‌شد اما بعدها در جنگ ویتنام به عنوان یک هواگرد جستجو و امدادرسان در سطح بین‌المللی مورد استفاده قرار گرفت.
این هواگرد در مدل‌های مختلفی همچون HTK , HOK یا HUK جهت اهداف آموزشی، رصد یا جابجایی مورد استفاده بود.

## کاربران (سابق)
میانمار(برمه)
- نیروی هوایی برمه[۲]

 کلمبیا
- نیروی هوایی کلمبیا[۳]

 دولت شاهنشاهی ایران
- هوانیروز شاهنشاهی ایران[۴]
- نیروی هوایی شاهنشاهی ایران[۴]

 ایران
- نیروی هوایی جمهوری اسلامی ایران[۵]

 مراکش
- نیروی هوایی سلطنتی مراکش[۶]

 پاکستان
- نیروی هوایی پاکستان
- نیروی دریایی پاکستان

 تایلند
- نیروی هوایی سلطنتی تایلند[۷][۸]

 ایالات متحده آمریکا
- نیروی هوایی ایالات متحده آمریکا[۹]

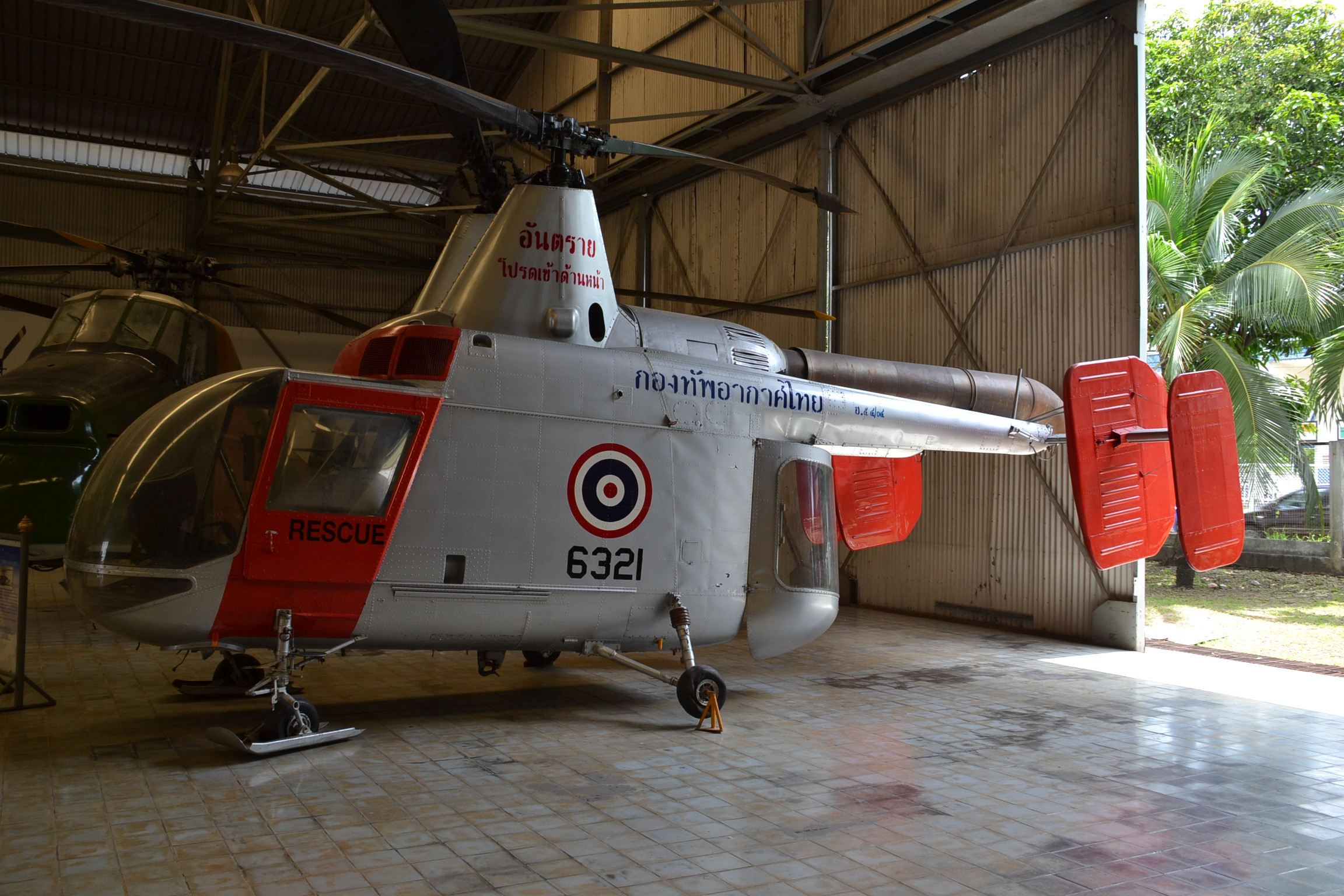
یک فروند کامان اچ‌اچ-۴۳ از ناوگان نیروی هوایی سلطنتی تایلند در موزه نیروی هوایی آن کشور در سال (۲۰۱۴)

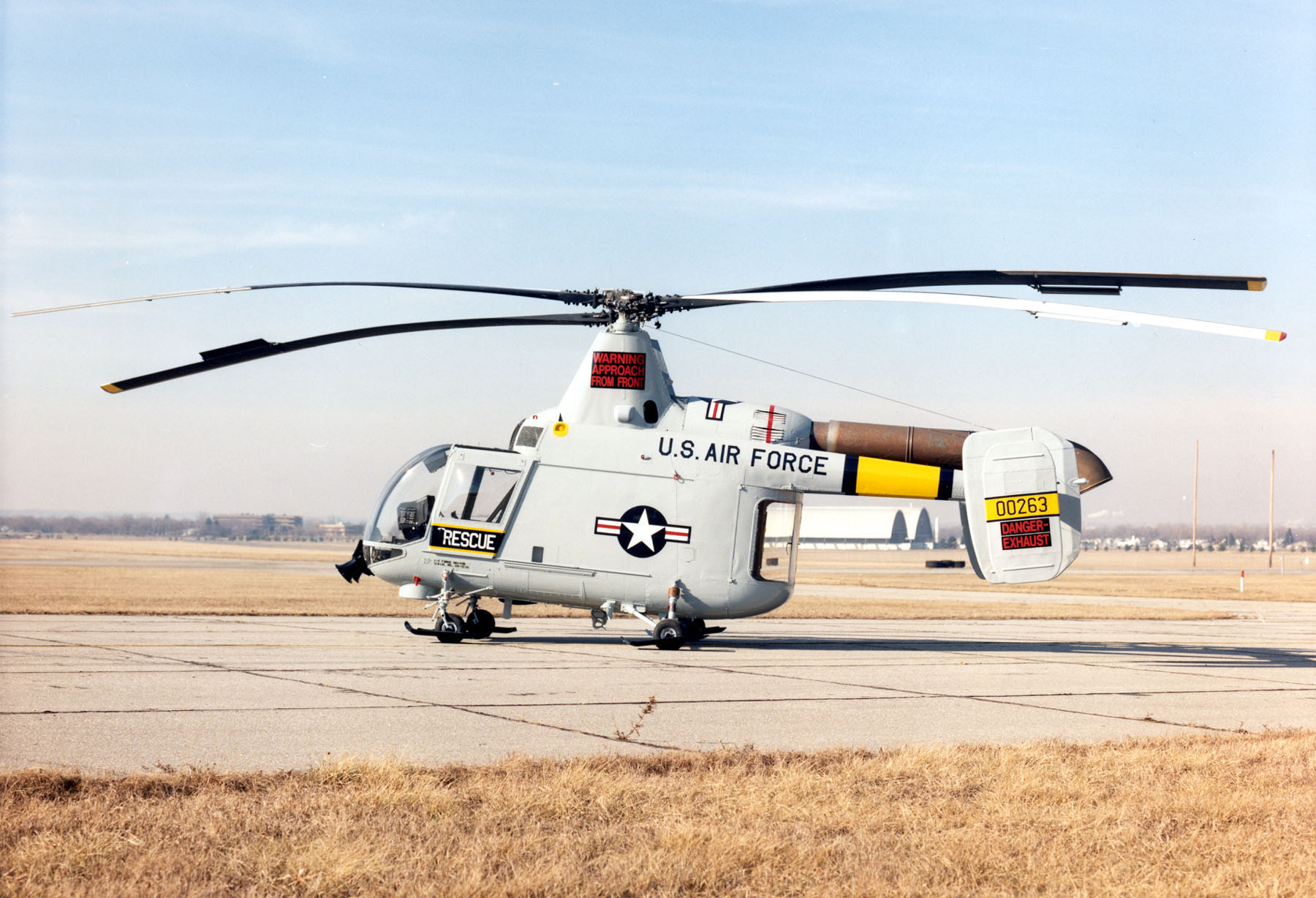
یک فروند کامان اچ‌اچ-۴۳بی متعلق به نیروی هوایی ایالات متحده آمریکا

- سپاه تفنگداران دریایی ایالات متحده آمریکا[۱۰]
- نیروی دریایی ایالات متحده آمریکا[۱۱]